# N/Na (ånglok)
N och Na var SJ:s Littera på ånglok.
Loktypen N beställdes först till Malmbanan. När man upptäckte att loktypen var lämplig för växling anskaffades fler lok fram till 1920.
Under 1920-talet inlades överhettning i 44 av loken som då fick litterat Na. Övriga lok såldes eller slopades.
År 1942 hade alla lok utrustats med överhettning, varför litterat åter ändrades till N hos SJ.

## Bildgalleri

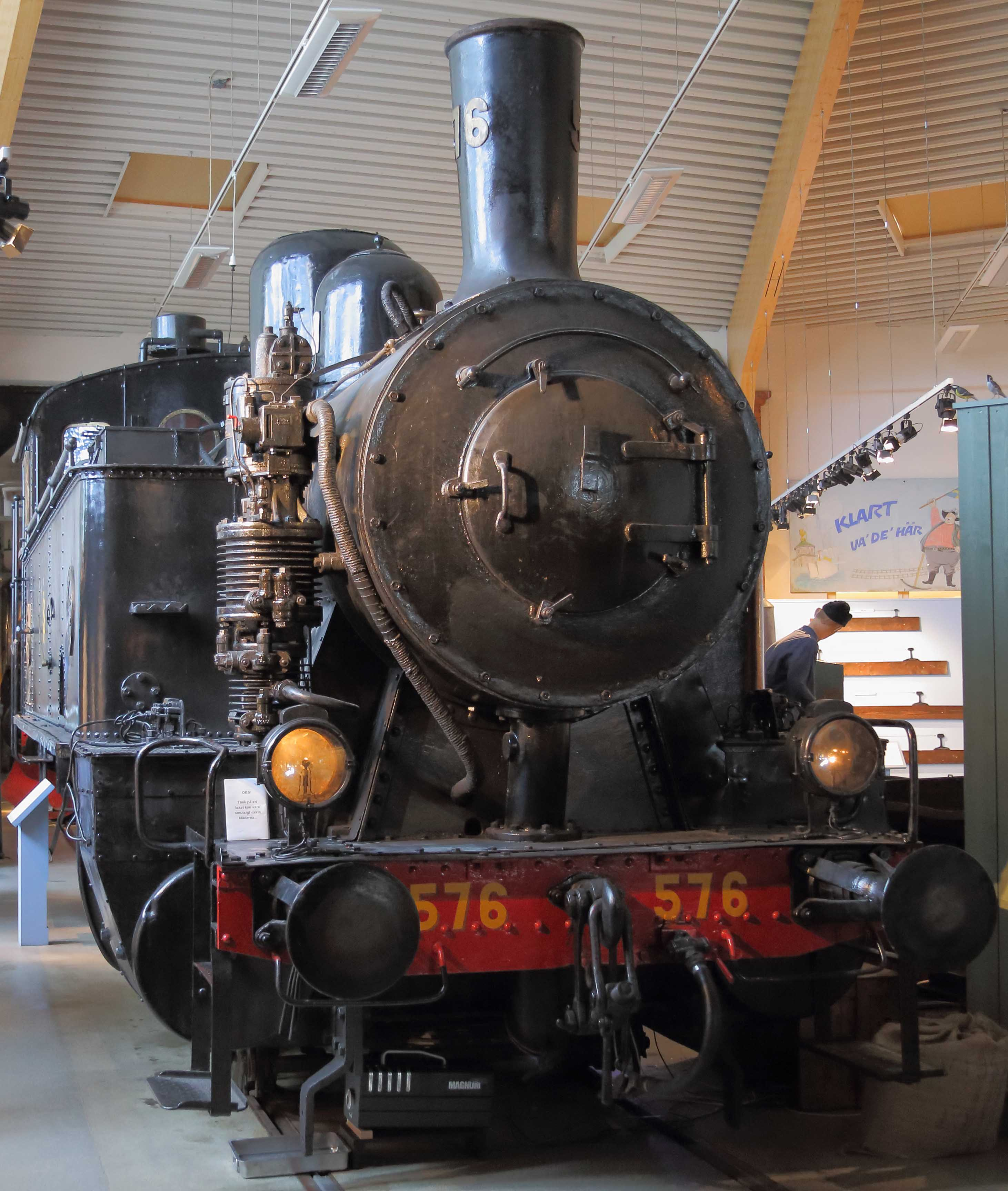
N 576 på Järnvägens museum Ängelholm